# Grand Pavois de La Rochelle
Pour les articles homonymes, voir Grand pavois.
 (avril 2020).
Si vous disposez d'ouvrages ou d'articles de référence ou si vous connaissez des sites web de qualité traitant du thème abordé ici, merci de compléter l'article en donnant les références utiles à sa vérifiabilité et en les liant à la section « Notes et références ».
Le Grand Pavois La Rochelle est un salon nautique international à flot, se tenant chaque année à La Rochelle au port de plaisance des minimes. Il accueille chaque année environ 80 000 visiteurs venant découvrir près de 750 bateaux exposés à flot et à terre.
Le salon, en adéquation avec les attentes du marché français et international, met en avant les qualités de la production française, européenne et mondiale et prouve la richesse et la pluridisciplinarité des petits chantiers qui sont très nombreux à choisir le Grand Pavois comme leur salon annuel.[réf. nécessaire]

## Historique
Le premier salon s'est tenu du 20 au 23 septembre 1973. Il était organisé par l'association du Grand Pavois qui regroupe onze acteurs de la filière nautique locale dont Henri Amel, Michel Dufour, Fernand Hervé et Roger Mallard, quatre constructeurs locaux; deux distributeurs accastilleurs (Guy Phelippon et Yves Berbain) et un fabricant de voiles (Bernard Ancel de la Voilerie !cheret). Cette première édition a rassemblé près de 3 700 visiteurs pour une soixantaine de bateaux exposés.
Chaque année, un pays ou une région maritime est invité d'honneur. 
- 2007: la Croatie,
- 2008: l'Irlande,
- 2009: la Turquie,
- 2010: Tahiti et ses îles,
- 2011: la Bulgarie,
- 2012: le Brésil,
- 2013: la Martinique,
- 2014 : la Chine,
- 2015 : Les Iles de Guadeloupe,
- 2016 : Thème "Protégeons nos océans" by Saxoprint avec WWF,
- 2017: le Sultanat d'Oman,
- 2018 : Madagascar,
- 2019 : La Guadeloupe, Marie-Galante, le Rallye des Iles du Soleil,
- 2020 : Edition annulée en raison de la pandémie de la COVID-19,
- 2021 : Annonce à venir.

## Les Chiffres de 2019
- 800 marques internationales,
- 76 000 visiteurs,
- 750 bateaux présentés, dont 300 à flot,
- 100 000 m2 d'exposition,
- 3 km de pontons.

## Le salon
Le salon est organisé en espaces thématiques:
- Exposition de bateaux à flot,
- Espace multicoques à flot,
- Exposition de bateaux à terre,
- Equipements & Moteurs,
- Services, tourisme, location, institutions,
- Espace shopping,
- Espace Pêche & Grand Pavois Fishing,
- La Plage (animations et sports de glisse),
- Espace Patrimoine & Tradition,
- Espaces Piscine & Aménagement d'extérieur,
- Espace éco-conception et navigation durable avec EDF.